# Karma kagyü
De karma kagyü, ook wel karma kamtsang is een van de oudste tradities binnen het Tibetaans boeddhisme. De karma kagyü is een onderschool van de kagyütraditie.
De karma kagyü-linie staat onder spirituele leiding van de gyalwa karmapa, de eerste bewust wedergeboren lama van Tibet. Andere hooggeplaatste tulku's binnen de traditie zijn tai situ en shamarpa.
De letterlijke vertaling van karma kagyü uit het Tibetaans is "mondelinge overdrachtslijn van de karmapa's". De karmapa's danken hun bijnaam zwartkappen aan de zwarte kroon die werd gemaakt van de haren van de dakini's die de zegenrijke karma van alle Boeddha's zou verenigen.

## Geschiedenis

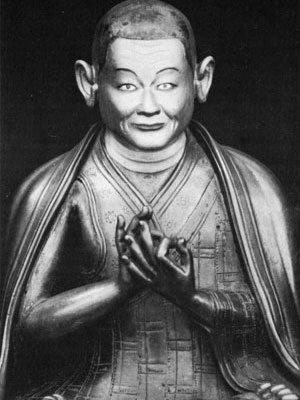
Düsum Khyenpa

De karma kagyü-linie is een yogi-transmissie die zowel de 'oude' door Padmasambhava naar Tibet gebrachte boeddhistische lessen en transmissies als de 'nieuwe' van Marpa omvat. Marpa bracht ze omstreeks 1050 vanuit India opnieuw naar Tibet. Omdat de school sterk op de praktijk is georiënteerd, wordt de linie de 'mondelinge' of 'vervolmakende' school genoemd. Haar kracht put ze uit de sterke verbinding tussen leraar en leerling.
De school werd opgericht door Düsum Khyenpa (1110 - 1193), de eerste karmapa. Naast de karmapa kent de karma kagyü enkele andere belangrijke tulku-leiders: de shamarpa, tai situ, gyaltsab en de Jamgon Kongtrül. Verschillende aanhangers van de school waren in de loop van de geschiedenis belangrijke ondersteuners van de rimé-beweging.

## Karmapa-controverse
Over de identiteit van de zeventiende gyalwa karmapa bestaat er een controverse, die ontstaan is omdat zowel de veertiende dalai lama Tenzin Gyatso als de dertiende shamarpa een kandidaat erkenden als de incarnatie van de dertiende karmapa. Deze rol had de regent van Tibet de tiende shamarpa verboden, na de dood van de elfde dalai lama.

## Klooster in Nederland

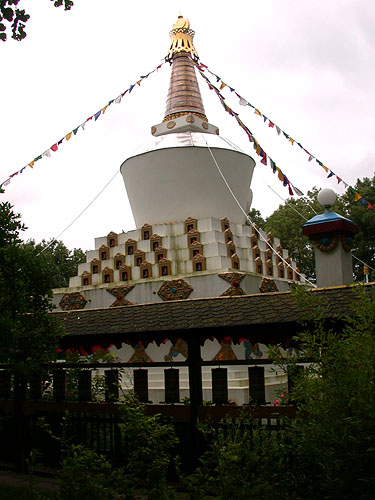
Karma Deleg Chö Phel Ling-klooster bij Hantum

Het eerste Boeddhistische klooster in Nederland is Karma Deleg Chö Phel Ling dat in 1986 werd gesticht door lama Gawang Rinpoche bij het dorp Hantum bij de Waddenzee en was in 1991 gereed. De reden voor de afgelegen plek was omdat het een van de minst verontreinigde en een van de stilste gebieden in dit gedeelte van de wereld is.